# Musée Espace Terre et Matériaux
Le musée Espace Terre et Matériaux créé en 1988 et situé dans les bâtiments de la faculté polytechnique de Mons en centre ville avait pour vocation la mise en valeur du patrimoine industriel de la région (faïence, porcelaine, verrerie…) mais également la richesse géologique (minéraux, fossiles) de la région de Mons et du reste du monde.
En 2014, cet espace muséal est rénové rouvre ses portes comme un « expérimentarium des sciences et techniques » baptisé SciTechLab. Il est géré par SciTech, le centre de diffusion des sciences et techniques de l'université de Mons.